# Février 1844

## Événements
- France : parution, à compte d'auteur, du premier livre de Gobineau, Les Adieux de don Juan. L'auteur n'a voulu faire aucune publicité, même dans La Quotidienne, ayant horreur de « ce tripotage de journaux autour d'une œuvre d'art ». L'ouvrage est annoncé par la Bibliographie de la France le 9 mars 1844.

- 1er février, France : création d'une direction des Affaires arabes supervisant les bureaux arabes locaux dans les provinces d'Alger, Oran et Constantine.

- 2 février : gouvernement libéral au Brésil.

- 5 février, France : Sainte-Beuve rend une visite académique à Victor Hugo. Bon accueil.

- 8 février, France :
  - à l'Académie française : Saint-Marc Girardin est élu au fauteuil de Campenon. Au fauteuil de Casimir Delavigne, après sept tours de scrutin, Sainte-Beuve et Vatout arrivent à égalité;
  - remise des prix aux lauréats du premier Concours général d'animaux gras, ancêtre du concours agricole. Il se tient tous les ans à Poissy jusqu'à son transfert au marché aux bestiaux de la Villette en 1868.

- 15 février : à l'appel général, la reine Christine part de Paris rejoindre sa fille la reine Isabelle II d'Espagne.

- 27 février : la partie orientale de l'île d'Hispaniola se déclare indépendante d'Haïti pour former la République dominicaine.

## Naissances
- 20 février : Ludwig Boltzmann (mort en 1906), physicien autrichien.